# Hepatica irrorata
Hepatica irrorata är en fjärilsart som beskrevs av Alfred Ernest Wileman och South 1917. Hepatica irrorata ingår i släktet Hepatica och familjen nattflyn. Inga underarter finns listade i Catalogue of Life.